# Torneo Sei Nazioni 1995-1996
Il Torneo Sei Nazioni 1995-1996 è stata la seconda ed ultima edizione di questo torneo.

## Formato
In questa seconda edizione, il torneo venne giocato tra la vincitrice dell'Alpenliga, che era stata ripristinata dopo un anno di assenza, e la vincitrice della Lega Atlantica, torneo durato una sola stagione. La formula fu quella della finale di andata e ritorno.

## Finale
|  | Finale           |                  |   |   |    |  |
|  |                  |                  |   |   |    |  |
|  | VEU Feldkirch    | VEU Feldkirch    | 2 | 3 | 5  |  |
|  | Dragons de Rouen | Dragons de Rouen | 5 | 7 | 12 |  |

### Andata
| Feldkirch 21 dicembre 1995 | VEU Feldkirch | 2 – 5 (1:1, 3:1; 1:5) | Dragons de Rouen | (4942 spett.)\| Arbitro: \| M. Gobbi \| |
| Arbitro:                   | M. Gobbi      |                       |                  |                                         |

### Ritorno
| Rouen 18 gennaio 1996 | Dragons de Rouen | 7 – 3 (1:1, 2:1; 2:1) | VEU Feldkirch | (3800 spett.)\| Arbitro: \| M. Stadler \| |
| Arbitro:              | M. Stadler       |                       |               |                                           |

Il Rouen Hockey Élite 76 vinse il torneo.